# Angeli nell'ombra
Angeli nell'ombra (titolo originale Crescendo) è un romanzo fantasy/dark dell'autrice Becca Fitzpatrick. Pubblicato nel 2010 è il seguito di Il bacio dell'angelo caduto.
Angeli nell'ombra è un romanzo rosa/paranormale, amato dai ragazzi di tutto il mondo. L'autrice è Becca Fitzpatrick che dopo aver pubblicato il primo libro della saga, Il bacio dell'angelo caduto (Hush, Hush), ha avuto successo in tutto il mondo anche con il secondo capitolo della serie. Il libro è stato pubblicato la prima volta il 19 ottobre 2010 dalla Simon & Schuster e ha passato dieci settimane nella lista del New York Times tra i maggiori venditori. Il libro è stato anche votato come uno dei Top Ten della Young Adult Library Services Association Teens nel 2011.
Fitzpatrick ha reso pubblico il fatto che ha dovuto riscrivere il libro da zero, perché dopo che il suo editore ha letto la prima versione, ha detto: Lo odio!

## Trama
In Angeli nell'ombra il rapporto tra Nora e Patch è minacciato dal rifiuto di lui di dirle che l'ama e con il suo nuovo rapporto con Marcie, acerrima nemica di Nora. Così, la ragazza inizia a uscire con il suo vecchio amico Scott, di cui sospetta una natura Nephilim. Scopre poi da Patch che Scott è davvero un Nephilim e, dopo che i due si lasciano, Patch l'avverte di stare lontano da Scott, poiché lo ritiene pericoloso.
Nora poi viene a sapere che Patch non è più il suo angelo custode, come era diventato alla fine del primo libro, ma quello di Marcie. Successivamente Nora riceve una lettera anonima che le dice che la "Mano Nera" ha ucciso suo padre ed è ulteriormente sconvolta quando viene a sapere che Patch inizia a uscire davvero con Marcie. Nora prova diversi tentativi per far tornare Patch nella sua vita, con continui rifiuti e spiegazioni confuse di lui. Lei quindi cerca di farlo ingelosire uscendo con Scott; una sera dopo aver lavorato Nora va a una festa sulla spiaggia e lì trova Scott ubriaco che le chiede se può portarlo a casa. Nora provando pietà lo accontenta e quando arrivano a casa di Scott, dove si sta svolgendo un party, incontrano Patch e quando Scott bacia Nora in mezzo a tutti, portandola poi in camera sua, Patch interviene e i due ragazzi iniziano un combattimento.
I sentimenti di Nora per Patch sono ancora più conflittuali quando Rixon, amico di Patch e ragazzo della sua migliore amica Vee, che però non ne conosce la natura di caduto, le dice che Patch è la Mano Nera. Le sue emozioni sono messe in subbuglio ulteriormente quando Marcie le racconta che sua madre ha una relazione con Hank, il padre di Marcie, per sedici anni e che quindi lei potrebbe essere sua sorella. Questa è la causa dell'odio di Marcie per Nora. Già sconvolta, Nora cerca di far capire a Patch che la loro storia è finita, quando lui le dice in un sogno che ha rifiutato di essere l'angelo custode di Marcie, ma è stato obbligato e per questo esce con lei, controvoglia.
Nora poi trascina Vee in un furto a casa Scott, dove la ragazza trova un anello della Mano Nera. Ciò scatena l'ira del ragazzo, che una sera la raggiunge a casa e tenta di accoltellarla nel tentativo di riprendersi l'oggetto. Viene fermato appena in tempo da Rixon, accorso per un presentimento di Vee. I due fidanzati attendono con Nora l'arrivo della polizia e consegnano loro Scott. Quella notte Nora, non riuscendo a riprendere sonno, va a casa di Patch, indicatale da Rixon. qui trova 6 anelli della Mano Nera; ciò ribadisce la tesi: Patch è l'assassino di suo padre. La sera dopo, Nora esce con Vee e Rixon al parco divertimenti di Delphic e qui Scott, scappato di prigione, la segue pretendendo di riavere l'anello e sostenendo che la Mano Nera l'avrebbe ucciso. Quando Nora, dopo essergli sfuggita un paio di volte, sente di non avere più forze, sente degli spari e vede Scott che si tiene in fianco. Rixon l'ha colpito e Vee terrorizzata e al suo fianco che tenta di capire cosa sta accadendo. L'angelo caduto le dice di seguirlo e scappare insieme dai tunnel sotterranei, mentre Vee esce in macchina. Quando sono soli in un tunnel Nora tocca le cicatrici delle ali di Rixon animata dal pensiero di suo padre che la spinge a farlo. Così Nora vede il passato del ragazzo e scopre che il vero assassino di suo padre è proprio lui.
Egli allora le dice che non solo era dietro a tutti gli eventi che l'hanno fatta dubitare di Patch, ma che vuole usare la sua anima per ottenere un corpo umano come aveva fatto Patch quando Nora si è sacrificata per lui. Ciò perché lei e anche discendente diretta (figlia) della Mano Nera: Hank Millar, il padre di Marcie. Durante il racconto, però, Rixon inciampa e
Nora scappa, incontrando Scott dietro un quadro elettrico del parco divertimenti, con lui si nasconde e quando Rixon li scopre, Scott rivela alla ragazza che lui avrebbe dovuto difendere suo padre, ma non l'ha fatto per ribellarsi alla Mano Nera. Per riscattarsi, poi, le si pone davanti, facendosi sparare da Rixon. Ciò perché Nora gli aveva detto che era immortale e voleva proteggere almeno lei. Quando Rixon, liberatosi di Scott, riesce a sparare a Nora, ferendola alla spalla, Patch interviene e spedisce l'amico all'inferno, bruciandone una piuma. Quando arriva la polizia, avvertita da una telefonata anonima di Patch, trova Nora ferita e la portano all'ospedale. Scott fugge per non farsi catturare dalla Mano Nera e dalle forze dell'ordine.
Il libro si conclude quando Nora torna a casa e incontra Patch. I due, dopo essersi riconciliati vanno a casa di lui, costruita nel parco del Delphic, e mentre si stanno baciando, Hank li interrompe facendo irruzione con i Nephilim. Hank conferma a Nora di essere il suo padre biologico e le chiede se è stata lei a uccidere il suo amico Chauncey.

## Critiche
La recensione critica di Angeli nell'ombra in Kirkus Reviews dice: "Così come l'estenuante trama, Nora risponde a domande persistente e introduce un nuovo dilemma di apertura per un altro sequel". Il Manila Bulletin ha stroncato il romanzo, dicendo che "La trama è un ripensamento, mentre la novità è la voce come semplice e accattivante.